# Bătălia de la Kulikovo
Bătălia de la Kulikovo (în rusă Куликовская битва, Мамаево побоище, Донское побоище, битва на Куликовом поле) a fost purtată între armatele Hoardei de Aur sub comanda lui Mamai și diferite principate ruse unite sub comanda Cneazului Moscovei Dmitri Donskoi. Bătălia a avut loc la 8 septembrie 1380 pe Câmpia Kulikovo, în apropiere de Don (astăzi regiunea Tula) și a fost câștigată de ruși. 
Deși victoria nu a pus capăt dominației mongole asupra principatelor ruse, este privită de istoricii ruși ca un punct de cotitură în perioada în care puterea mongolă a intrat în declin iar puterea moscovită a intrat în ascensiune – un proces care va duce la proclamarea independenței Cnezatului Moscovei și ulterior la formarea statului rus modern. Conform istoricului rus Lev Gumiliov, „Rușii au mers la Kulikovo ca cetățeni ai diferitelor principate și s-au întors ca o nație rusă unită”.

## Origini
După cucerirea mongolo-tătară teritoriile Rusiei Kievene au devenit parte a regiunii vestice a Imperiului Mongol (cunoscută și sub numele de Hoarda de Aur), centrată în jurul regiunii inferioare a Volgăi. Numeroasele principate ruse au devenit state tributare Hoardei. În această perioadă micul principat al Moscovei a crescut în putere și își provoca adesea vecinii pentru teritorii, inclusiv un conflict cu Principatul Riazan. Conflictele dintre Moscova și Riazan datează de dinaintea cuceririi mongole, având originea în ascensiunea puterilor regionale din cadrul Rusiei Kievene.
În Hoarda de Aur a izbucnit un război civil și au început să apară noi puteri politice, inclusiv Marele Ducat al Lituaniei, Cnezatul Moscovei și Principatul Riazan. După moartea misterioasă a hanului Abdulla Tătarul în 1370, liderul militar Mamai a preluat controlul Hoardei de Aur și a fost numit regent pentru hanul Muhammad Bolak. Mamai nu era un Ginghisid (descendent al lui Ginghis Han) și prin urmare puterea sa era destul de fragilă deoarece existau descendenți ai lui Ginghis Han care aveau dreptul de a conduce Hoarda. Între timp, expansiunea Marelui Ducat al Lituaniei era în desfășurare iar Ducatul a ocupat câteva teritorii ale Hoardei și a preluat controlul atât asupra Kievului cât și a unor părți de pe coasta nordică a Mării Negre.

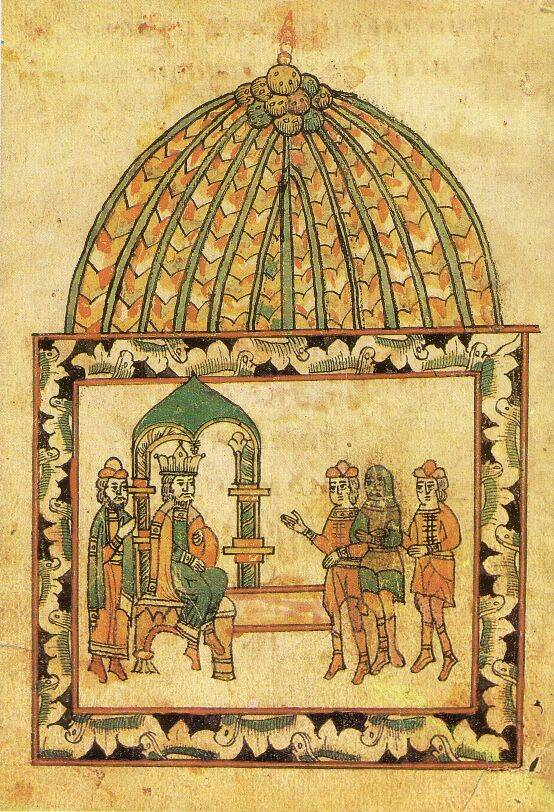
Dmitri capturează un războinic al Hoardei de Aur

În 1362 prințul Moscovei, Dmitri Donskoi, a preluat Principatul Vladimirului. L-a contactat pe Mamai pentru a cere să i se acorde controlul formal al Principatului. În schimb, în 1371 Mamai a oferit acest titlu Prințului Tverului, ceea ce Dmitri nu a acceptat. Conflicul a izbucnit în 1377 când un prieten al lui Mamai a învins armatele unite ale Suzdalului și Moscovei sub comanda lui Dmitri în Bătălia de pe Râul Piana. Victorioșii au început apoi să jefuiască Nijni Novgorod și Riazan.
După victorie Mamai a încercat să își reafirme controlul asupra statelor tributare Hoardei de Aur. În 1378 a trimis forțe comandate de Murza Begich pentru a se asigura de obediența prințului Dmitri. Armata Hoardei a fost învinsă în Bătălia de pe Râul Vojna iar Murza Begich a fost ucis. Între timp un alt han, Tohtamîș, s-a ridicat în Asia Centrală pentru a-l provoca pe Mamai pentru tronul Hoardei. Deși inițial nu a avut succes, hanul Tohtamîș a început să își asigure sprijinul pentru a începe lupta pentru tronul Hoardei.
În acest cadru, în 1380 Mamai a ales să conducă personal armata Hoardei împotriva forțelor Moscovei. În pregătirile sale de invazie a negociat atât cu regele Iogalia al Lituaniei cât și cu Oleg al II-lea al Riazanului, care luptau împotriva lui Dmitri. Armatele Lituaniei și Riazanului au pornit să se alăture forțelor Hoardei iar Mamai și-a montat tabăra pe malul Donului, așteptând sosirea lor.
În timp ce Mamai și-a montat tabăra, prințul Dmitri și-a mobilizat trupele și aliații în Kolomna pentru a rezista invaziei. Armata Moscovei a fost completată acolo de forțele majorității principatelor rusești, inclusiv Tver, Suzdal, Rostov, Iaroslavl, Polotsk, Murom și Beloozero. Mulți dintre participanți au fost nevoiți să renunțe la loialitățile lor precedente: armata Smolenskului, foștii vasali ai lui Iogalia, i s-a alăturat lui Dmitri, la fel și frații lui Iogalia, Andrei de Polotsk și Dmitri de Briansk. În ciuda alianței lui Oleg cu Mamai, un număr de boieri din Riazan au dezertat pentru a se alătura armatei lui Dmitri (numărul exact nu este cunoscut dar în jur de 70 de boieri au fost pe lista morților după bătălie). 
Prințul Dmitri a aflat de apropierea armatelor Lituaniei și Riazanului. Pe 7 septembrie 1380 forțele prințului Dmitri au traversat Donul pentru a ataca înainte ca inamicul să își unească forțele.

## Forțe
Armatele ruse combinate sub comanda Marelui Prinț de Vladimir Dmitri Ivanovici de Moscova (numit mai târziu "Dmitri al Donului" sau "Donskoi" în rusă) au avut de înfruntat o armată tătară mult mai numeroasă sub comanda lui Mamai, hanul Hoardei de Aur. Aliații lui Mamai, Marele Prinț Oleg al II-lea al Riazanului și Marele Prinț Iogalia al Lituaniei, au ajuns târziu la bătălie. Conform unei teorii lansate de istoricul rus Dmitri Balașov, Oleg nu dorea să se alăture niciunei tabere și probabil a trimis intenționat acei "dezertori" pentru a-l ajuta pe Dmitri, pretinzând în același timp că Riazanul a rămas loial Hoardei.
Vechiul poem rus Zadonșcina listează că la bătălie au participat 150.000 de ruși și 300.000 de tătaro-mongoli dar dimensiunea reală a Câmpiei Kulikovo nu permite un număr atât de mare de trupe. Armatele reale numărau în jur de 60.000 de ruși, inclusiv 7.000 de lituanieni rebeli, și 125.000 de tătari.

## Bătălia

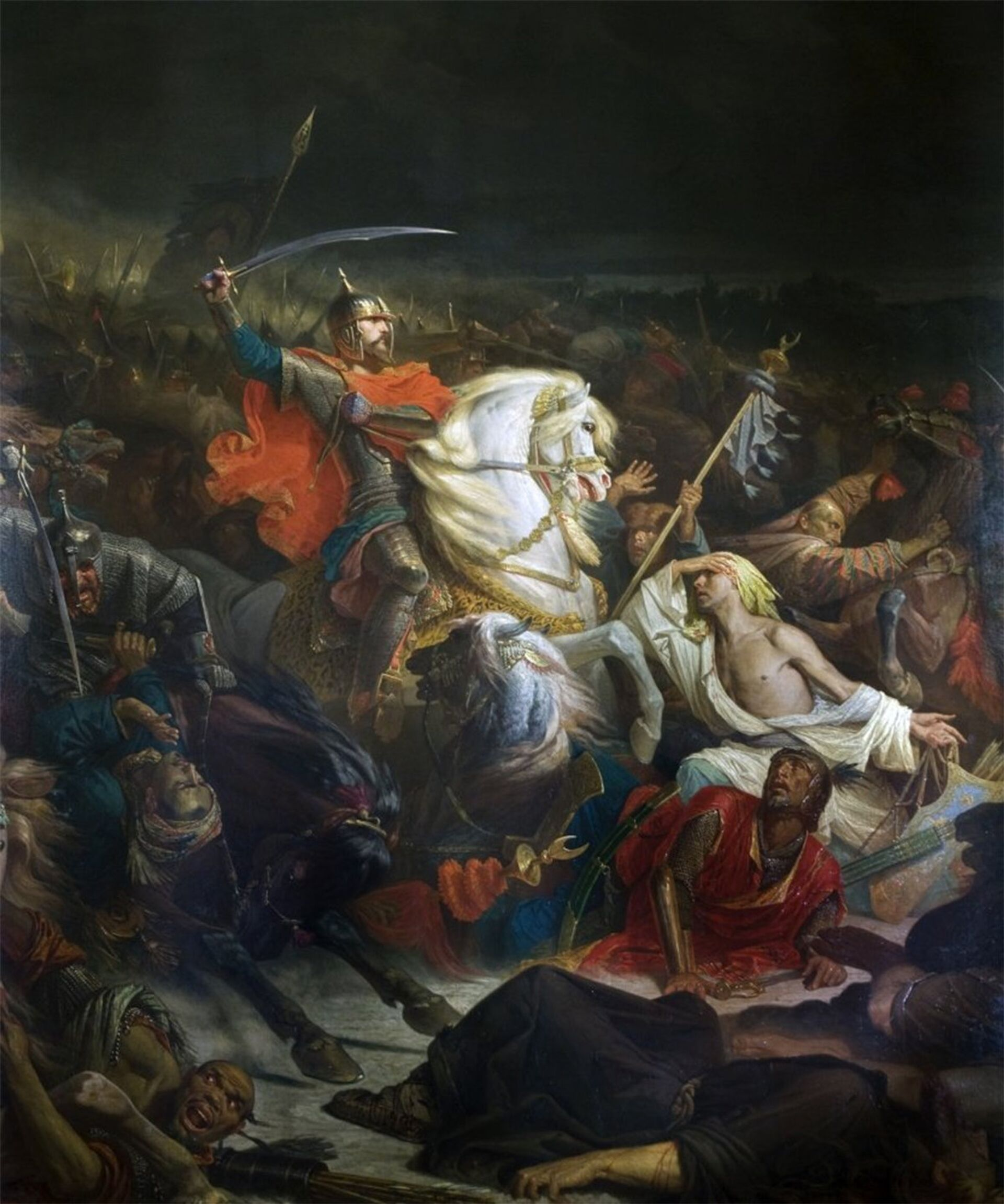
Dmitri Donskoi în timpul Bătăliei de la Kulikovo

În dimineața zilei de 8 septembrie câmpia Kulikovo a fost acoperită de o ceață groasă care a prevenit începerea bătăliei. Ceața s-a ridicat în jurul orei 11 iar ambele armate au început să avanseze.
Bătălia a început cu o singură luptă între doi campioni. Campionul rus era Alexandr Peresvet, un călugăr de la Mănăstirea Ortodoxa Sfânta Treime trimis la luptă de Sergiu de Radonej. Campionul Hoardei era Temir-murza. Deși fiecare campion l-a ucis pe celălalt în prima fază a competiției, Peresvet nu a căzut din șa în vreme ce Temir-murza a căzut (conform unor surse rusești).
În timpul bătăliei Dmitri a schimbat armura sa cu cea a unui tânăr boier moscovit, Mihail Brenok, pentru a părea un simplu cavaler. Brenok a fost instruit să îl imite pe prinț, purtând drapelul său și armura sa. Trucul a funcționat: tătarii l-au atacat și ucis pe Brenok, crezând că este prințul. Dmitri a supraviețuit, deși a fost rănit iar imediat după bătălie a leșinat din cauza epuizării și hemoragiei.
După aproape trei ore de luptă (de la amiază până la ora 3) forțele ruse au fost victorioase, în ciuda pierderilor mari. Cavaleria lui Vladimir cel Viteaz (vărul lui Dmitri), condusă de prințul Bobrok (cumnatul lui Dmitri) a lansat o contraofensivă supriză asupra flancului Hoardei, ceea ce a condus la colapsul flancului.

## Locația
Sursele vremii nu oferă o descriere precisă a locației bătăliei. Prin urmare, locația exactă a bătăliei a fost necunoscută până în secolul al XIX-lea când Stepan Nechaiev a lansat o ipoteză privind locația exactă a bătăliei, ipoteză ulterior acceptată.

## Urmări

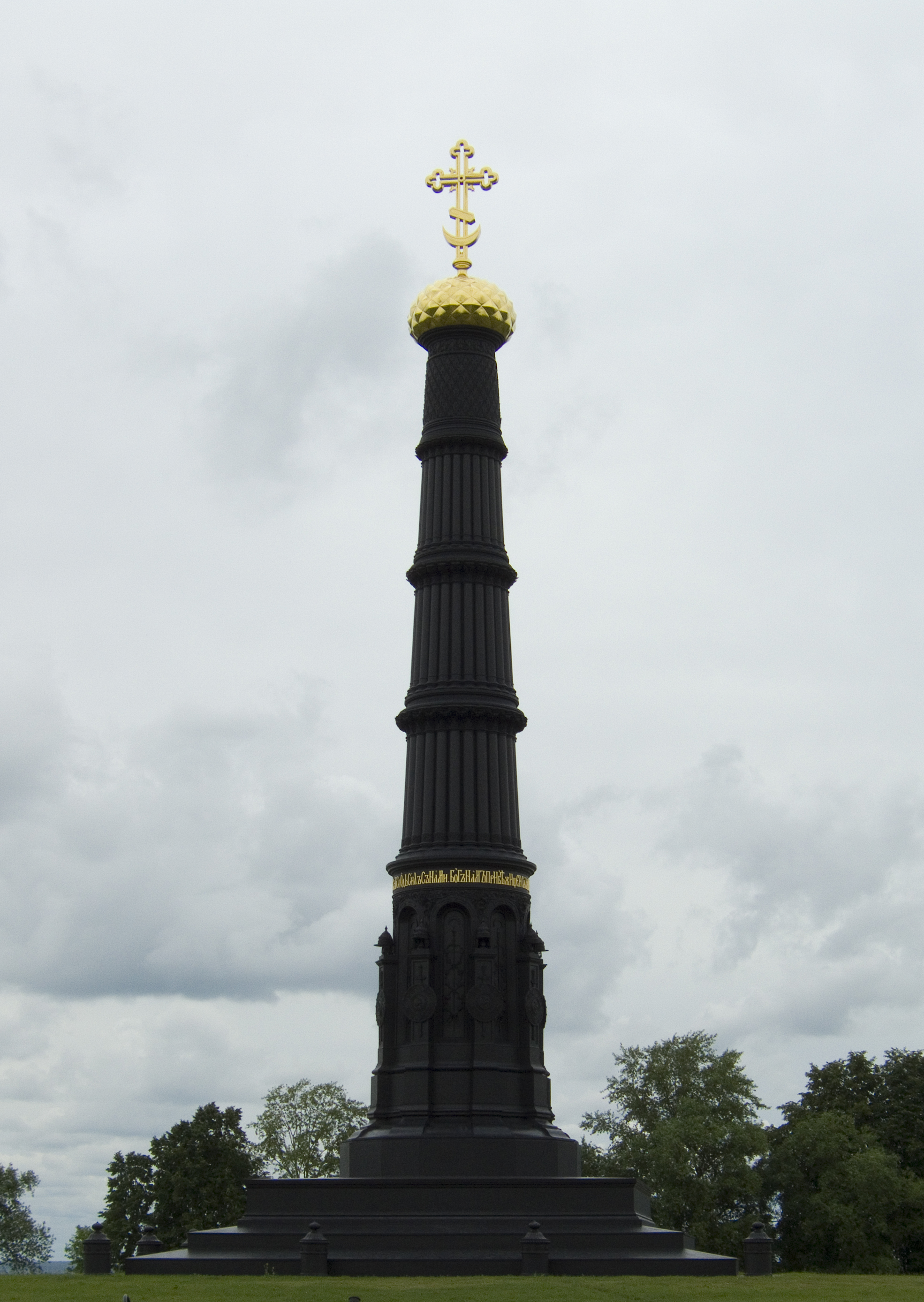
Monumentul comemorativ de pe Câmpia Kulikovo

După ce a aflat de înfrângerea lui Mamai, Prințul Iogalia s-a retras cu armatele înapoi în Lituania. Prințul Oleg al Riazanului a fost forțat să îl accepte pe Dmitri ca suveran și să semneze un tratat de pace. Muhammad Bolak, hanul marionetă al lui Mamai, a fost ucis în luptă. Mamai a fugit în Crimeea unde a fost ucis de inamicii săi, lăsându-l pe rivalul său, hanul Tohtamîș, conducătorul necontestat al Hoardei.
Prințul Dmitri nu a reușit să obțină independența deplină față de Hoarda de Aur. În 1382 Tohtamîș a lansat o altă campanie împotriva Marelui Ducat al Moscovei. A capturat și incendiat orașul Moscova, forțându-l pe Dmitri să îl accepte ca suveran. Totuși, victoria de la Kulikovo a fost un prim semn al decăderii puterii mongole. În secolul ce a urmat puterea moscovită a crescut, asigurându-și dominarea asupra celorlalte principate ruse. Vasalitatea rusă față de Hoarda de Aur s-a încheiat oficial în 1480 când armatele Hoardei au fost învinse pe râul Ugra.

## Perspective
Evaluarea istorică a semnificației bătăliei s-a schimbat de-a lungul timpului:
- Punctul de vedere slavofil tradițional rus vede această bătălie drept primul pas în eliberarea teritoriilor ruse de sub dominanța Hoardei de Aur. Trebuie specificat că în această perioadă mare parte din teritoriile Rusiei Kievene erau controlate de Marele Ducat al Lituaniei.
- Unii istorici din cadrul Bisericii Ortodoxe Ruse privesc bătălia drept o confruntare între creștinii ruși și necreștinii din stepă.
- Istoricul rus Serghei Soloviov privea bătălia ca fiind crucială pentru istoria Europei de Est în stoparea unei alte invazii din Asia, similară cu Bătălia de pe Câmpiile Catalaunice din secolul al V-lea și Bătălia de la Tours din secolul al VIII-lea.
- Alți istorici consideră că semnificația bătăliei este supraapreciată, considerând-o doar un simplu conflict regional din cadrul Hoardei de Aur.
- Un alt istoric rus, Lev Gumiliov, vede în Mamai ca fiind un reprezentant al intereselor politice și economice de afară, în special din Europa Occidentală, care în bătălie a fost prezentă prin numeroșii mercenari genovezi în vreme ce armata Moscovei a sprijinit conducătorul de drept al Hoardei de Aur, Tohtamîș.

## Comemorări
Locația bătăliei este comemorată printr-o biserică memorială construită după proiectul lui Alexei Șciusev. O planetă minoră, 2869 Nepriadva, descoperită în 1980 de astronomul sovietic Nikolai Cernîh a fost numită în onoarea victoriei ruse asupra tătaro-mongolilor.